# بيلي ستيل
بيلي ستيل (بالإنجليزية: Billy Steele)‏ (19 مايو 1956 بدنفيرملين في المملكة المتحدة - ) هو لاعب كرة قدم بريطاني في مركز الهجوم. لعب مع دندي يونايتد ونادي دمبرتون ونادي رينجرز ونادي اربوراث ونادي كاودينبيث لكرة القدم.

## وصلات خارجية
- بيلي ستيل على موقع قاعدة بيانات كرة القدم.إي يو (الإنجليزية)